# Płaszcz lufy
Płaszcz lufy – zewnętrzna część lufy broni palnej: nałożona na gorąco na właściwą lufę specjalna warstwa metalu, mająca na celu wywołanie naprężenia wstępnego, odwrotnego do tego, jakie występuje w przewodzie lufy podczas strzału. Może być wykonany ze stali o gorszej jakości niż koszulki lub rury rdzeniowe.